# Phillip Shearer
Phillip Shearer (7 marzo 1973) è un ex calciatore britannico originario di Turks e Caicos, di ruolo attaccante.

## Carriera

### Nazionale
Tra il 2000 ed il 2011 ha giocato complessivamente 11 partite in nazionale.